# لس آندس (شیلی)
لس آندس (به اسپانیایی: Los Andes) یک شهرستان‌ در شیلی است که در استان لوس آندس واقع شده‌است. لس آندس ۱٬۲۴۸٫۳ کیلومترمربع مساحت و ۶۳٬۰۰۹ نفر جمعیت دارد و ۸۱۹ متر بالاتر از سطح دریا واقع شده.